# Айвайні
Айвайні (тур. Ayvaini) — печера на території села Айва, Бурса, Туреччина.
Назва Айвайні походить від назви села Айва. Печера має два входи. Один розташований у Айва, інший у Дожаналіні (тур. Doğanalanı). Вхід у Дожаналіні має стрімкий і досить вузький спуск на глибину 17 метрів. Печера розташовується майже горизонтально. Всередині знаходиться кілька озер і невелика річка Карадонлу (тур. Karadonlu). Усередині печери сталактити та сталагміти.